# Socorrozaunkönig
Der Socorrozaunkönig (Troglodytes sissonii) ist eine Vogelart aus der Familie der Zaunkönige (Troglodytidae), die auf der Insel Socorro endemisch ist. Der Bestand wird von der IUCN als potenziell gefährdet (Near Threatened) eingeschätzt. Die Art gilt als monotypisch.

## Merkmale
Der Socorrozaunkönig erreicht eine Körperlänge von etwa 11,0 bis 12,0 cm. Die Zügel sind gelbbraun, der Augenstreif hell gelbbraun, die Ohrdecken graugelbbraun gesprenkelt. Der Oberkopf ist graubraun mit einigen dunkleren Federn in der Mitte. Die Schultern und der Rücken sind graubraun mit undeutlichen feinen Streifenmustern. Der Bürzel ist eher warm braun gefärbt. Die Außenfahnen der Handschwingen und Armschwingen sind schwärzlich-grau und grauweiß gesteift. Die graubraunen Steuerfedern haben gräulich-schwarze Binden. Das Kinn und die Kehle sind gelbbraunweiß, eine Farbe, die an der Brust noch intensiver und am Bauch weißlich wird. Die Flanken und der Steiß sind gelbbraun. Der Oberschnabel ist dunkelbraun, der Unterschnabel heller und die Beine braun. Beide Geschlechter ähneln sich. Jungtiere ähneln erwachsenen Vögeln, haben aber auffälligere Schuppen auf der Unterseite.

## Verhalten und Ernährung
Wovon sich der Socorrozaunkönig ernährt, ist nicht erforscht. Sein Futter sucht er bevorzugt in den unteren Straten und am Boden, in dem er Blätter umdreht. Außerdem klettert er an Baumstämmen, ähnlich wie dies Baumläufer tun.

## Lautäußerungen
Der Gesang des Socorrozaunkönigs beginnt meist mit zwei oder mehr ruppigen tschuk-Tönen,  die in kurze, kräftige, leicht kratzige Träller gebrochen werden und endet oft mit kräftigen Glucksern oder klaren suit, uit-uit-Tönen. Das Weibchen singt entgegengesetzt zum Männchen und trägt ruppige Geschnatter bei. Der Gesang erinnert an den anderer Zaunkönige mit Ausnahme des Buschzaunkönigs. Schimpfende tschuk, tschuk Laute und schnelle tschir-tschir-Töne gehören zu seinem Repertoire.

## Fortpflanzung
Scheinbar brütet der Socorrozaunkönig am Anfang des Jahres, doch liegen keine gesicherten Daten vor. Familien mit flüggen Jungtieren gab es im April. Ein Nest wurde in einem Astloch eines verfallenden Baums entdeckt. Die Bauweise wurde nicht beschrieben.

## Verbreitung und Lebensraum
Der Socorrozaunkönig bevorzugt Waldungen und buschige Hügel.

## Migration
Der Socorrozaunkönig gilt als Standvogel.

## Etymologie und Forschungsgeschichte
Die Erstbeschreibung des Socorrozaunkönigs erfolgte 1868 durch Andrew Jackson Grayson unter dem wissenschaftlichen Namen Thryothorus sissonii. Das Typusexemplar wurde von Grayson auf der Insel Socorro gesammelt. Bereits 1809 führte Louis Pierre Vieillot die für die Wissenschaft neue Gattung Troglodytes ein. Dieser Name leitet sich von »trōglē, trōgō κτρωγλη, τρωγω« für »Höhle, nagen« und »-dutēs, duō -δυτης, δυω« für »tauchend, eintauchen« ab. Der Artname »sissonii« ist dem US-Konsul von Mazatlán Isaac Sisson (1828–1906) gewidmet.